# Мерцо (Ла Специја)
Мерцо је насеље у Италији у округу Ла Специја, региону Лигурија.
Према процени из 2011. у насељу је живело 4 становника. Насеље се налази на надморској висини од 548 м.